# کارستن اشملینگ
کارستن اشملینگ (انگلیسی: Karsten Schmeling؛ زادهٔ ۱۳ ژانویهٔ ۱۹۶۲) قایقران روئینگ اهل آلمان بود.